# Ubermenschen
Ubermenschenは、1980年代に東京のインディーズシーンで活動したニュー・ウェイヴバンド、The Paradise Gangのメンバー後藤啓次のソロプロジェクト。

## 解説
The Paradise Gangが空中分解した1990年頃に活動開始し、2006年から「Ubermenschen Vol. 1」「Vol. 2」の2枚のアルバムと14曲のシングル曲を発表。iTunes、Spotify、Amazon Musicなどのデジタルストアで配信されている。アルバムについては自主制作CDとしても発売されたが、現在ではCDは流通していない。デモ演奏や弾き語りバージョンなどを、ゴッタロベルガー（Gottaroberger）名義でSoundCloudやFizzKicksなどでも無料で公開している。